# Гюнтер II фон Мансфелд-Кверфурт
Гюнтер II фон Мансфелд-Кверфурт (на немски: Günther II von Mansfeld-Querfurt; * ок. 1410; † 10 март 1475) от „младата линия“ на Дом Мансфелд е граф на Мансфелд-Кверфурт.
Той е син на граф Албрехт II (IV) фон Мансфелд (1376 – 1416) и съпругата му принцеса Елизбет фон Анхалт-Десау († 1413), дъщеря на княз Зигисмунд I фон Анхалт-Десау († 1405) и Юта фон Кверфурт († 1411).
Внук е на Гебхард IV фон Мансфелд-Кверфурт († 1382) и втората му съпруга графиня Елизабет фон Кефернбург. Брат е на Хойер фон Мансфелд († сл. 1423).

## Фамилия
Гюнтер II се жени 1435 г. за графиня Анна фон Хонщайн-Клетенберг (* ок. 1410/1415; † 25 ноември 1450), дъщеря на граф Ернст II фон Хонщайн-Клетенберг († 1426) и Анна (София) фон Щолберг († 1436). Те имат децата:
- Елизабет фон Мансфелд, омъжена I. 1454 г. за княз Албрехт VI фон Анхалт-Кьотен († 1475)
- Албрехт III (V) (1450 – 1484), граф на Мансфелд-Фордерорт (1450 – 1484), женен 1473 г. за Сузана фон Бикенбах († 1530)
- Ернст I (ок. 1455 – 1486), граф на Мансфелд-Хинтерорт, женен 1475 г. за Маргарета фон Мансфелд († 1531)
- София († сл. 30 ноември 1484), абатиса в Ной-Хелфта.

Гюнтер II се жени втори път за графиня Маргарета фон Хенеберг-Рьохмилд (* 1427; † 7 март 1465), вдовица на граф Еберхард II фон Вертхайм († 1447), дъщеря на граф Георг фон Хенеберг-Рьомхилд-Ашах († 1465) и втората му съпруга графиня Йохана (Йоханета) фон Насау-Саарбрюкен-Вайлбург († 1481), дъщеря на граф Филип I фон Насау-Саарбрюкен-Вайлбург († 1429). Маргарета е сестра на Фридрих II, граф на Хенеберг-Ашах-Рьомхилд (1465 – 1488), Филип фон Хенеберг, епископ на Бамберг (1475 – 1487) и Бертхолд фон Хенеберг, архиепископ на Майнц (1484 – 1504).
Те имат един син:
- Георг († сл. 1483 във Франция)